# Zhang Jin (acteur)
Pour les articles homonymes, voir Zhang Jin.
Zhang Jin (張晉, né le 19 mai 1974), aussi connu sous le nom de Max Zhang, est un acteur et artiste martial chinois. Ancien athlète de wushu, il remporte le prix du meilleur second rôle masculin lors de la 33e cérémonie des Hong Kong Film Awards pour son apparition dans The Grandmaster.

## Biographie
Zhang commence sa carrière comme cascadeur, plus précisément dans Tigre et Dragon (2000) en tant que doublure de cascade de Zhang Ziyi avec qui il collaborera de nouveau mais cette fois-ci comme acteur dans My Lucky Star (en) (2013) et The Grandmaster (2013). Il joue également dans Rise of the Legend en 2014, SPL 2 : A Time for Consequences en 2015, The Brink (en) en 2017, Master Z: Ip Man Legacy en 2018 et Évasion 3 : The Extractors en 2019. Il apparaît aussi dans un petit rôle dans Pacific Rim: Uprising (2018).

## Vie privée
Le 12 janvier 2008, Zhang Jin se marie avec l'actrice hongkongaise Ada Choi (en). Ils ont deux filles, Zoe et Chloe. Le 15 novembre 2019, ils ont un fils surnommé « Le Er ».

## Filmographie
- 2000 : Tigre et Dragon (doublure cascade)
- 2001 : Chinese Heroes
- 2002 : Hero
- 2002 : Undiscovered Tomb
- 2006 : Shaolin vs. Evil Dead 2: Ultimate Power
- 2012 : The Bounty (en)
- 2013 : The Grandmaster
- 2013 : My Lucky Star (en)
- 2014 : From Vegas to Macau
- 2014 : Rise of the Legend
- 2015 : SPL 2 : A Time for Consequences
- 2015 : Ip Man 3
- 2017 : The Brink (en)
- 2017 : The Fixer
- 2018 : Pacific Rim: Uprising
- 2018 : Master Z: Ip Man Legacy
- 2019 : Évasion 3 : The Extractors
- 2019 : Invincible Dragon
- 2021 : Assassins and the Missing Gold
- 2021 : Career as a Mercenary
- 2021 : Asia Pacific Elimination Service